# Bobby Watson
Ne doit pas être confondu avec Bobby Watson (acteur).
Pour les articles homonymes, voir Robert Watson et Watson.
Bobby Watson (né le 23 août 1953 à Lawrence (Kansas)) est un compositeur, producteur, éducateur et saxophoniste de jazz américain.

## Biographie
Watson grandit à Bonner Springs et Kansas City. Il fréquente l'Université de Miami avec Pat Metheny, Jaco Pastorius et Bruce Hornsby. Après avoir passé son diplôme en 1975, il déménage à New York et rejoint les Jazz Messengers d'Art Blakey. Il joue avec eux de 1977 à 1981, devenant un moment le directeur musical du groupe.
Par la suite, il enchaîne les collaborations avec des artistes tels les percussionnistes Max Roach et Louis Hayes, les saxophonistes George Coleman et Branford Marsalis, le multi-instrumentiste Sam Rivers et le trompettiste Wynton Marsalis. Il accompagne également des artistes tels Joe Williams, Dianne Reeves, Lou Rawls, Betty Carter, Carmen Lundy, Carlos Santana, George Coleman, Rufus et Chaka Khan, Bob Belden et John Hicks.
Par après, il fonde, avec le bassiste Curtis Lundy et le percussionniste Victor Lewis, le groupe Horizon, un quintette acoustique inspiré des Jazz Messengers. Le groupe enregistre plusieurs titres sous les labels Blue Note et Columbia.
Watson dirige également les groupes High court of Swing (rendant hommage à la musique de Johnny Hodges), The Tailor-Made Big Band et 29th Street Saxophone Quartet, dont il est l'un des fondateurs. Il compose une chanson originale pour la bande originale du film Il était une fois le Bronx, sorti en 1993.

### Enseignement
Watson donne des leçons privées de saxophone à la William Patterson University (en) de 1985 à 1986 et à la Manhattan School of Music de 1996 à 1999. Il travaille au programme « Jazz in America » du Thelonious Monk Institute.

## Discographie

### Leader
- 1980 : Estimated Time Of Arrival
- 1983 : Perpetual Groove (Red Records (it))
- 1984 : Advance (Enja Records)
- 1985 ; Appointment in Milano[2] réédité chez Red Records (it)[3] en 2023
- 1985 : Round Trip (Red Records (it))
- 1986 : Love Remains (Red) with John Hicks, Curtis Lundy, Marvin Smitty Smith
- 1987 : Beatitudes (Evidence)
- 1987 : The Year Of The Rabbit (Evidence) with Art Baron, Mulgrew Miller
- 1991 : Present Tense (Columbia)
- 1993 : This Little Light Of Mine (Red)
- 1993 : Midwest Shuffle (Columbia) with Victor Lewis
- 1995 : Urban Renewal (Kokopelli Records (en))
- 1998 : Quiet As It´s Kept (Red)
- 1998 : The Bobby Watson/Curtis Lundy Project
- 2000 : In The Groove
- 2002 : Live & Learn
- 2002 : Old Friends New Point (City Light, 2002)
- 2004 : Horizon Reassembled (Palmetto Records (en))
- 2006 : Soulful Serendipity avec James Williams
- 2007 : From the Heart (Palmetto Records (en), 2007)
- 2017 : Made in America[4] (Smoke Sessions, 2017)
- 2019 : Bird at 100 (Smoke Sessions (en), 2019)
- 2020 : Keepin' It Real[5] (Smoke Sessions (en), 2020)
- 2022 : Back home in kansas city[6] chez Smoke Sessions (en)

### Kamal Abdul-Alim
- Dance (Stash, 1983)

### Art Blakey & The Jazz Messengers
- Night in Tunisia (Philips, 1979)

### Horizon
- The Inventor (Blue Note, 1989)
- Post-Motown Bop (Blue Note, 1991)

### The Jazz Tribe
- The Jazz Tribe (Red, 1990)
- The Next Step (Red, 1999)

### Twenty Ninth Street Saxophone Quartet
- Pointillistic Groove (Osmosis, 1984) avec Ed Jackson, Rich Rothenberg, Jim Hartog
- The Real Deal (New Note, 1987) avec Ed Jackson, Rich Rothenberg, Jim Hartog
- Underground (Antilles Records, 1991) avec Hugh Masekela, Benny Green, Curtis Lundy, Victor Lewis
- Milano New York Bridge (Red, 1993)

### Taylor Made Big Band
- Taylor Made (Columbia) avec Steve Turre, Robin Eubanks, Jon Faddis
- Live At Someday In Tokyo (2000, avec Tokyo Leaders Big Band)